# Pjotr Zimafejewitsch Mszislawez

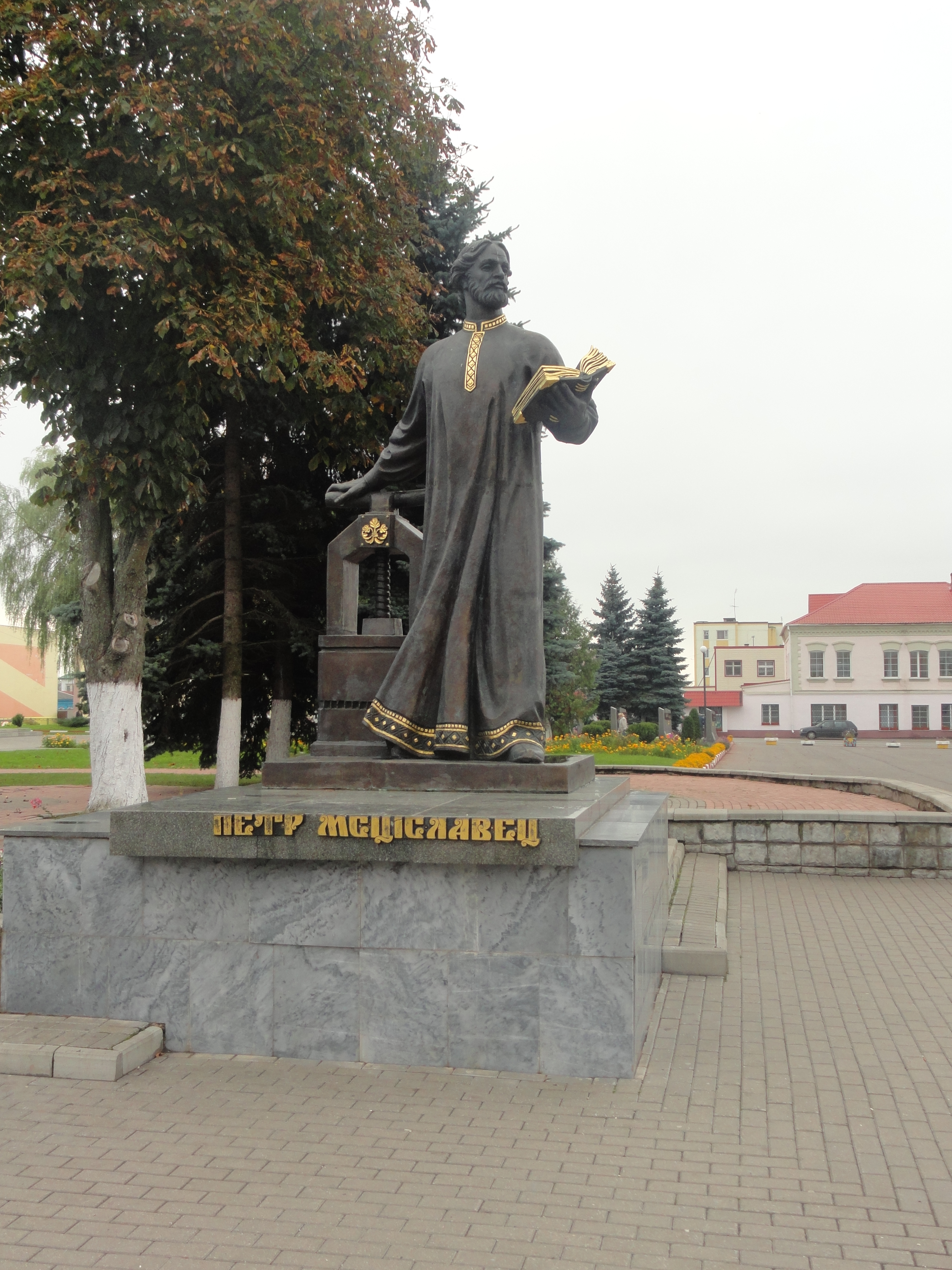
Denkmal für Mszislawez in Mszislau

Pjotr Zimafejewitsch Mszislawez (belarussisch Пётр Цімафеевіч Мсціславец, russisch Пётр Мстиславец, wiss. Transliteration Pëtr Mstislavec) war ein Buchdrucker und Kupferstecher.
Mszislawez betrieb in Moskau eine Offizin für kyrillische Drucke, insbesondere für Liturgica. Er druckte zusammen mit Iwan Fjodorow 1563/1564 in Moskau das erste in Russland mit einem datierten Kolophon versehene Buch, das Moskauer Apostolar. Das detaillierte Kolophon hat fast die Länge eines Nachworts und gilt als wichtige Quelle für die Geschichte des Buchdrucks in Russland. Er nannte sich nach dem heute belarussischen Ort Mszislau. Nach dem Druck zweier Auflagen eines Stundenbuches mussten Fjodorow und Mszislawez das Land verlassen. In Zabłudów druckten sie 1569, unter der Patronage des Großhetmans von Litauen Grzegorz Chodkiewicz, ein Evangeliar. Danach trennten sich die Wege der beiden. Mszislawez baute in Vilnius mit finanzieller Unterstützung von Kaufleuten aus der Familie Mamonicz eine neue Offizin auf. Nach dem Druck dreier Bücher verlor er diese Werkstatt und seine Typen in einem Gerichtsverfahren 1576/1577 an die Mamonicz. Danach verliert sich seine Spur, seine Typen wurden später in Ostroh wiederverwendet.